# 法曾达里奥格兰德
法曾达里奥格兰德是巴西巴拉那州的一个市镇。总面积116.676平方公里，总人口79255人，人口密度679.3人/平方公里。